# Clitoria javitensis
Clitoria javitensis är en ärtväxtart som först beskrevs av Carl Sigismund Kunth, och fick sitt nu gällande namn av George Bentham. Clitoria javitensis ingår i släktet Clitoria, och familjen ärtväxter.

## Underarter
Arten delas in i följande underarter:
- C. j. grandifolia
- C. j. javitensis
- C. j. longiloba
- C. j. portobellensis